# ایوو سوارس
ایوو سوارس (پرتغالی: Ivo Soares؛ زادهٔ ۱۶ دسامبر ۱۹۳۸) بازیکن فوتبال اهل برزیل بود.
از باشگاه‌هایی که در آن بازی کرده‌است می‌توان به باشگاه فوتبال فلامینگو اشاره کرد.